# Eilema sororcula
Wittia sororcula là một loài bướm đêm thuộc phân họ Arctiinae, họ Erebidae. Nó được tìm thấy ở châu Âu, Đông Nam châu Á và Anatolia.

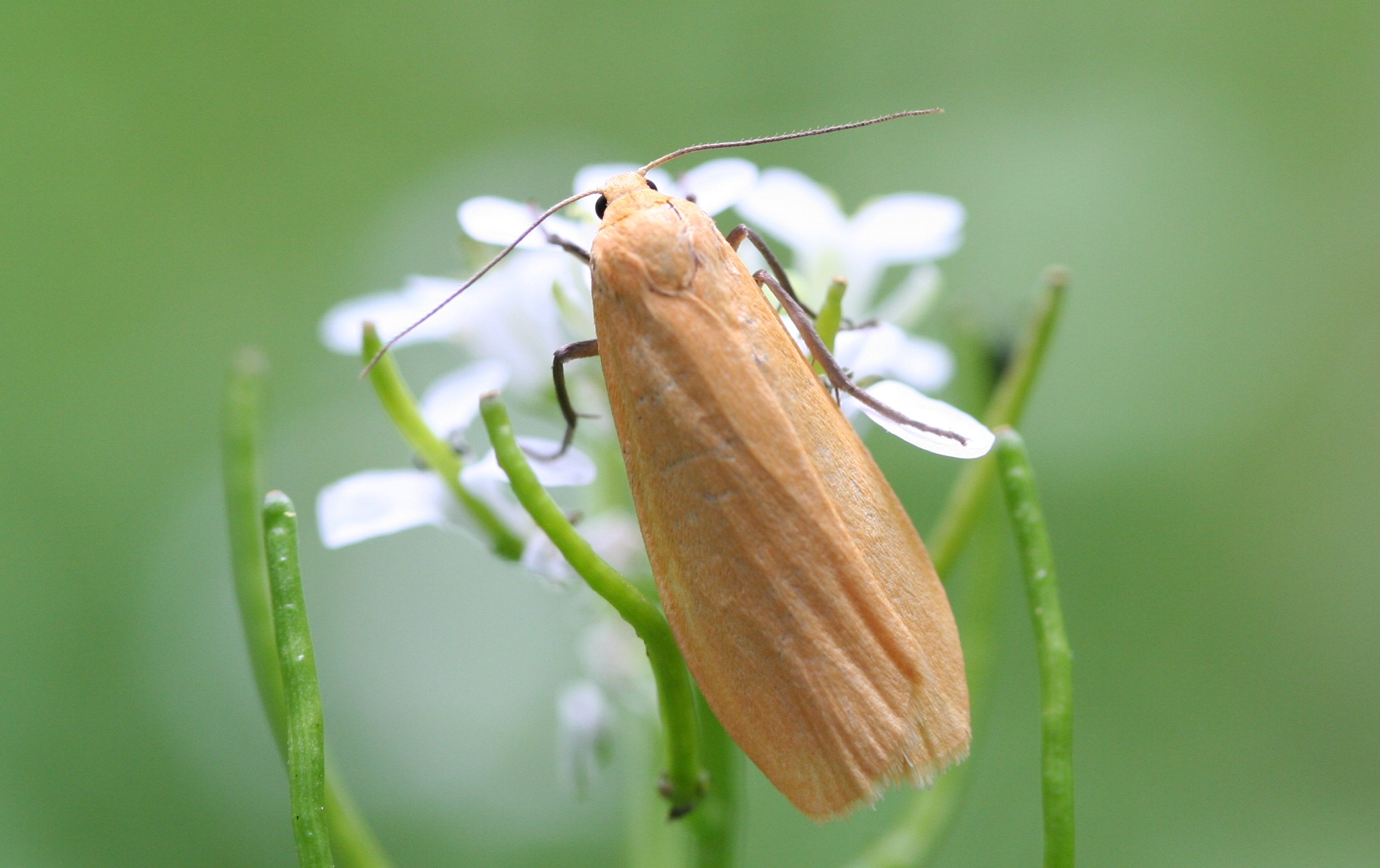

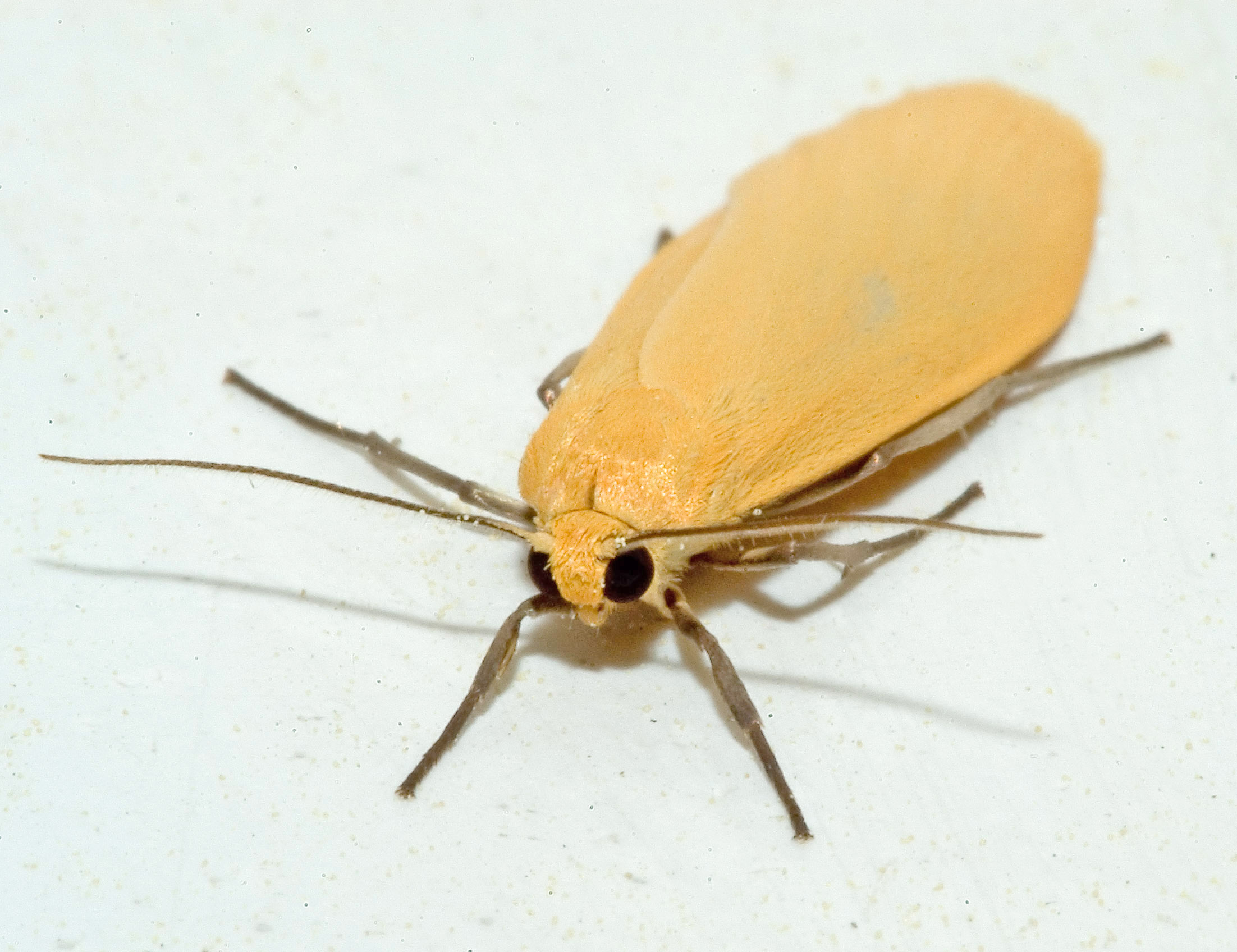

Sải cánh dài 27–30 mm. Con trưởng thành bay từ tháng 4 đến tháng 6 tùy theo địa điểm.
Ấu trùng ăn địa y.

## Hình ảnh

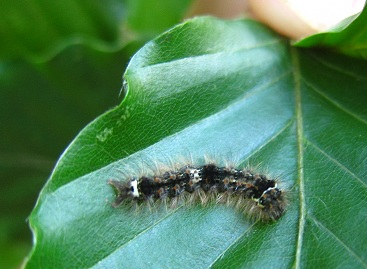
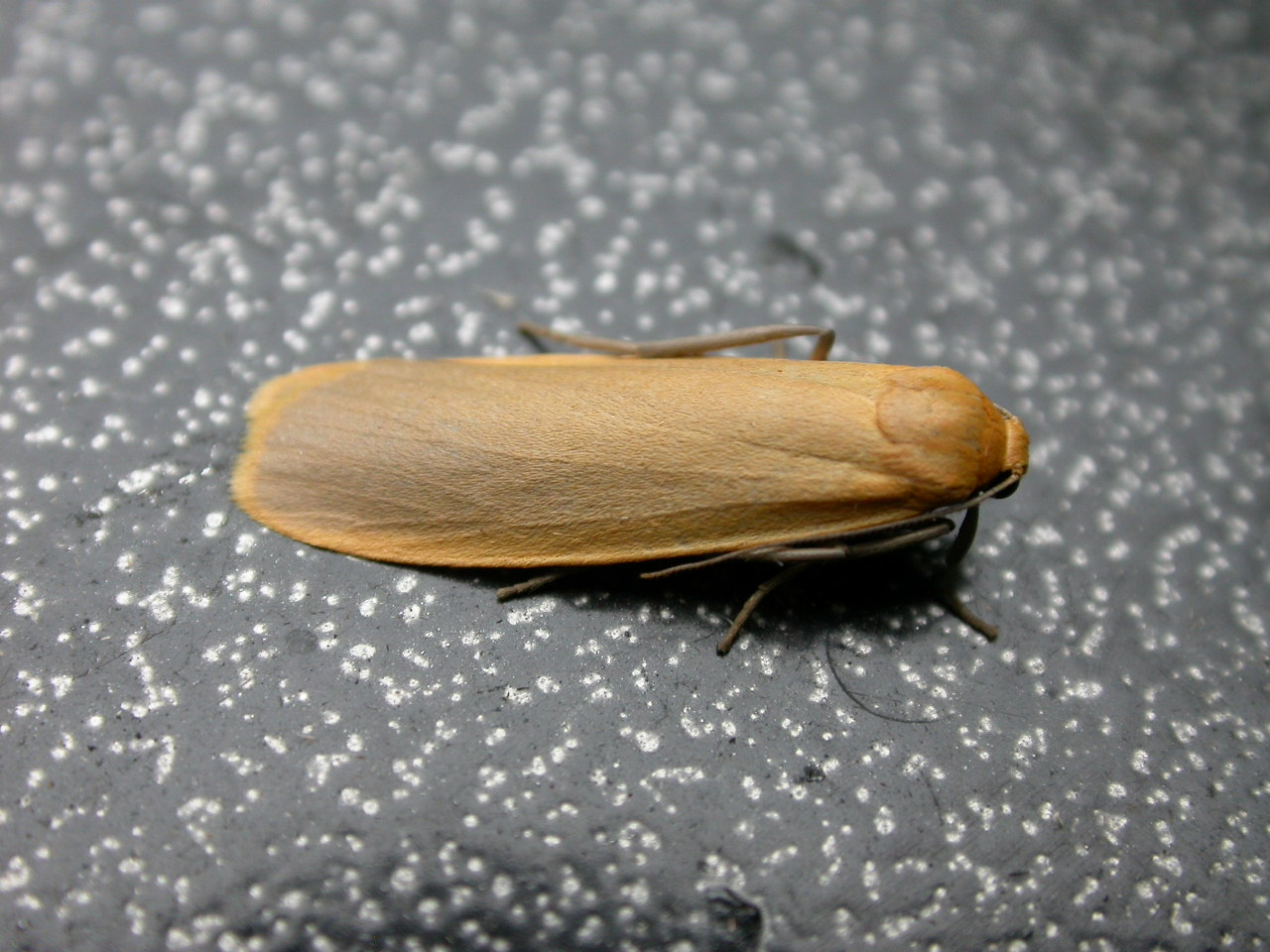
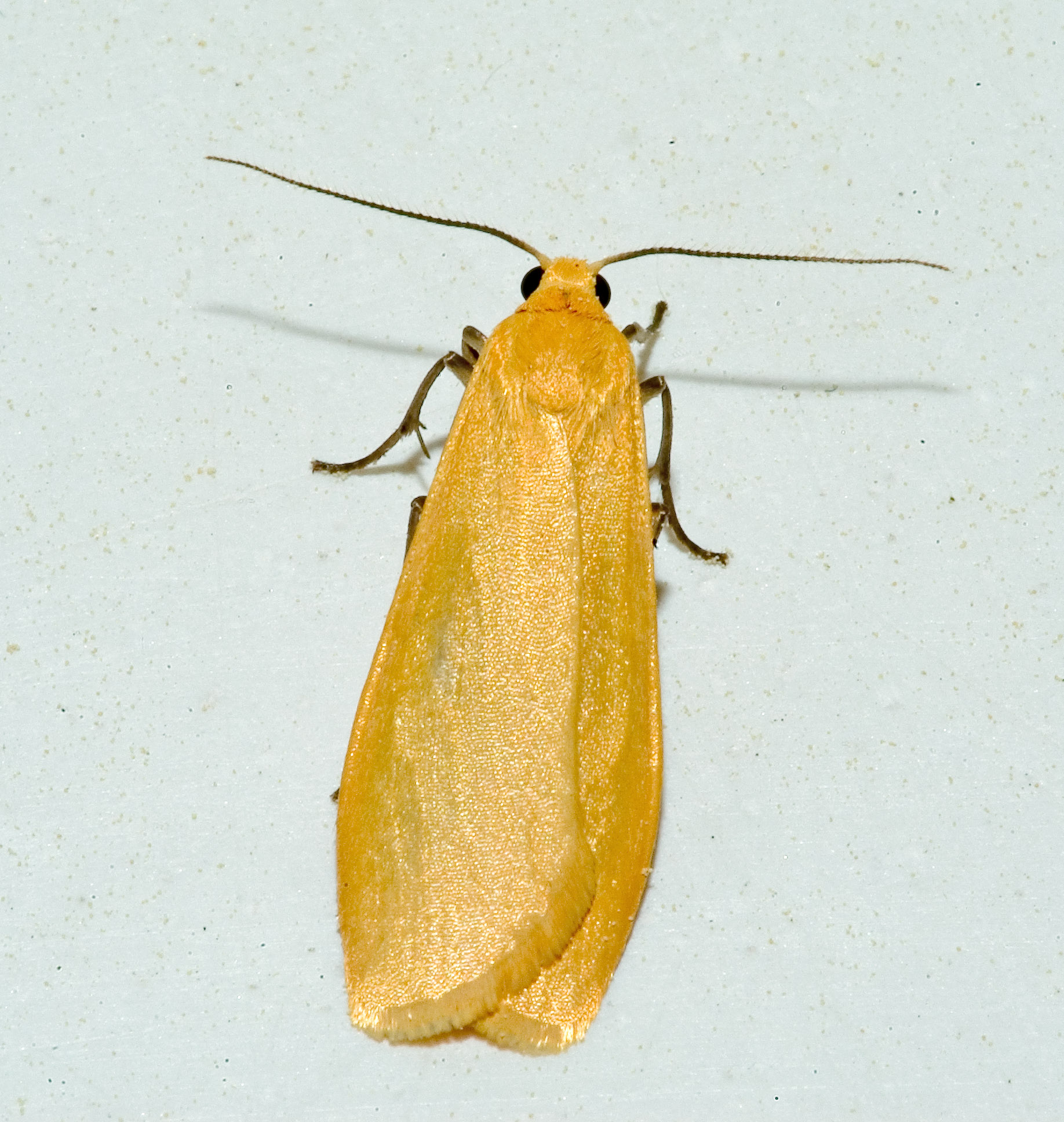
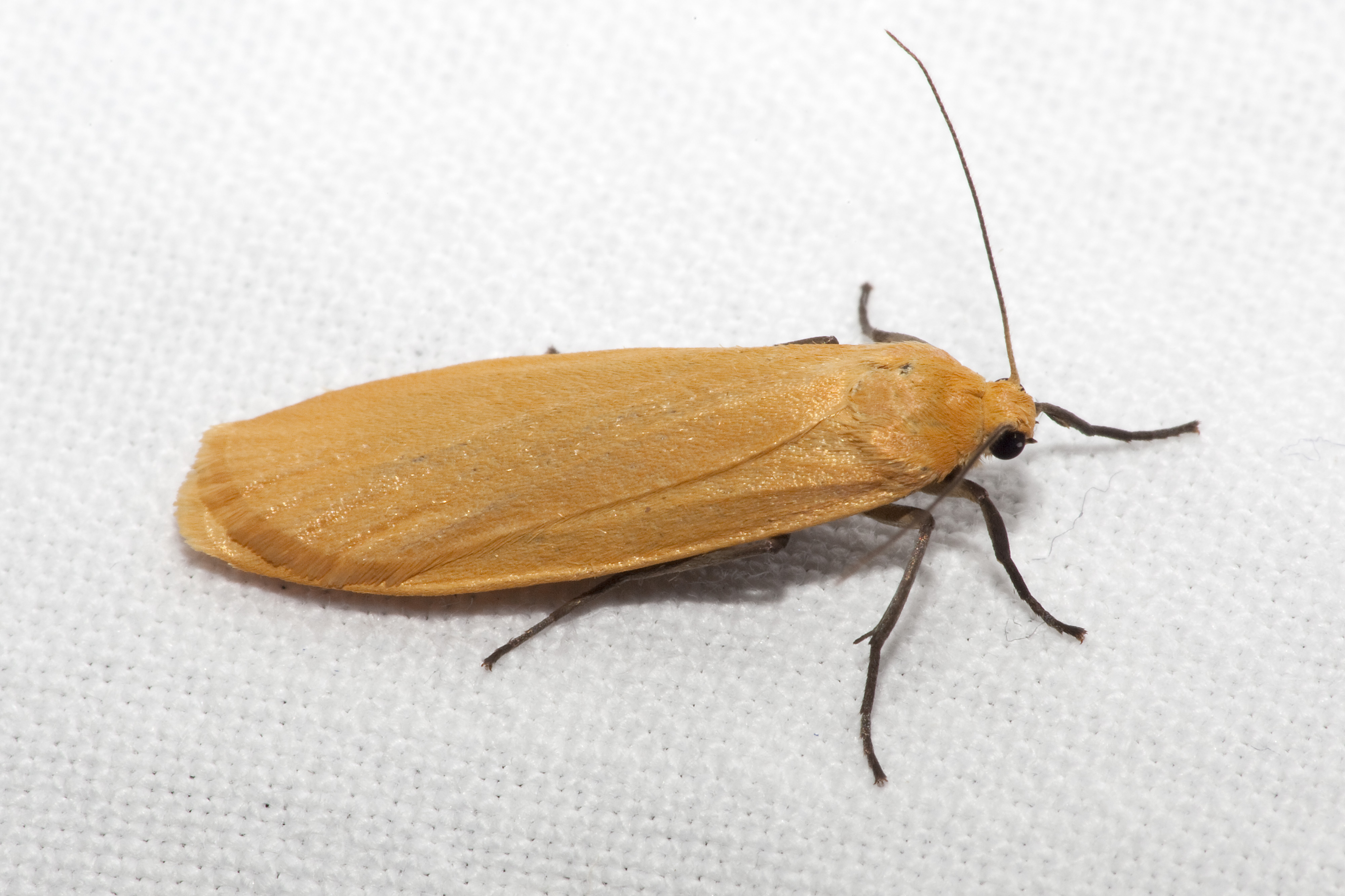